# アメリカ合衆国国有林

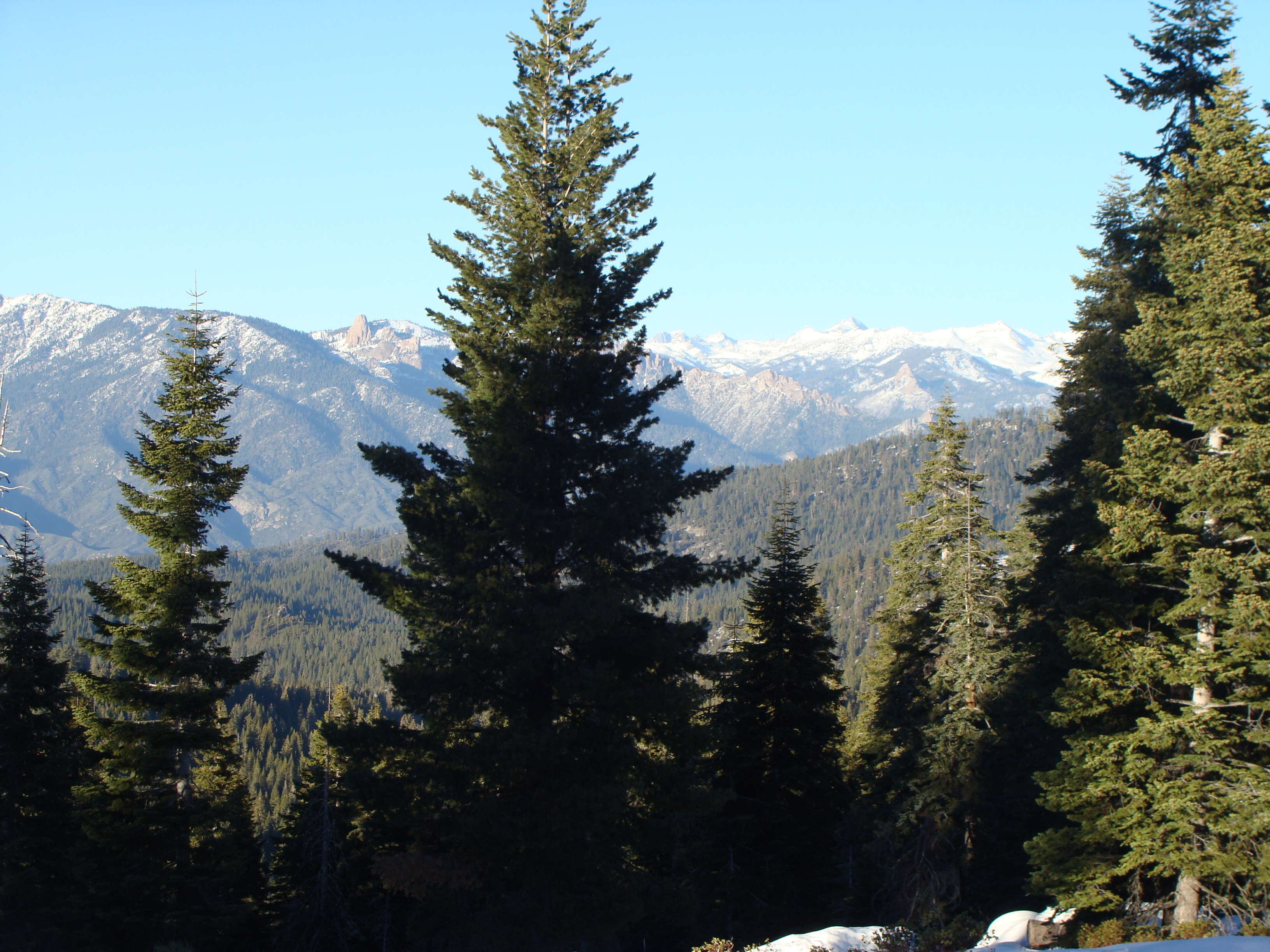
カリフォルニア州セコイヤ国有林のシエラネバダ山脈

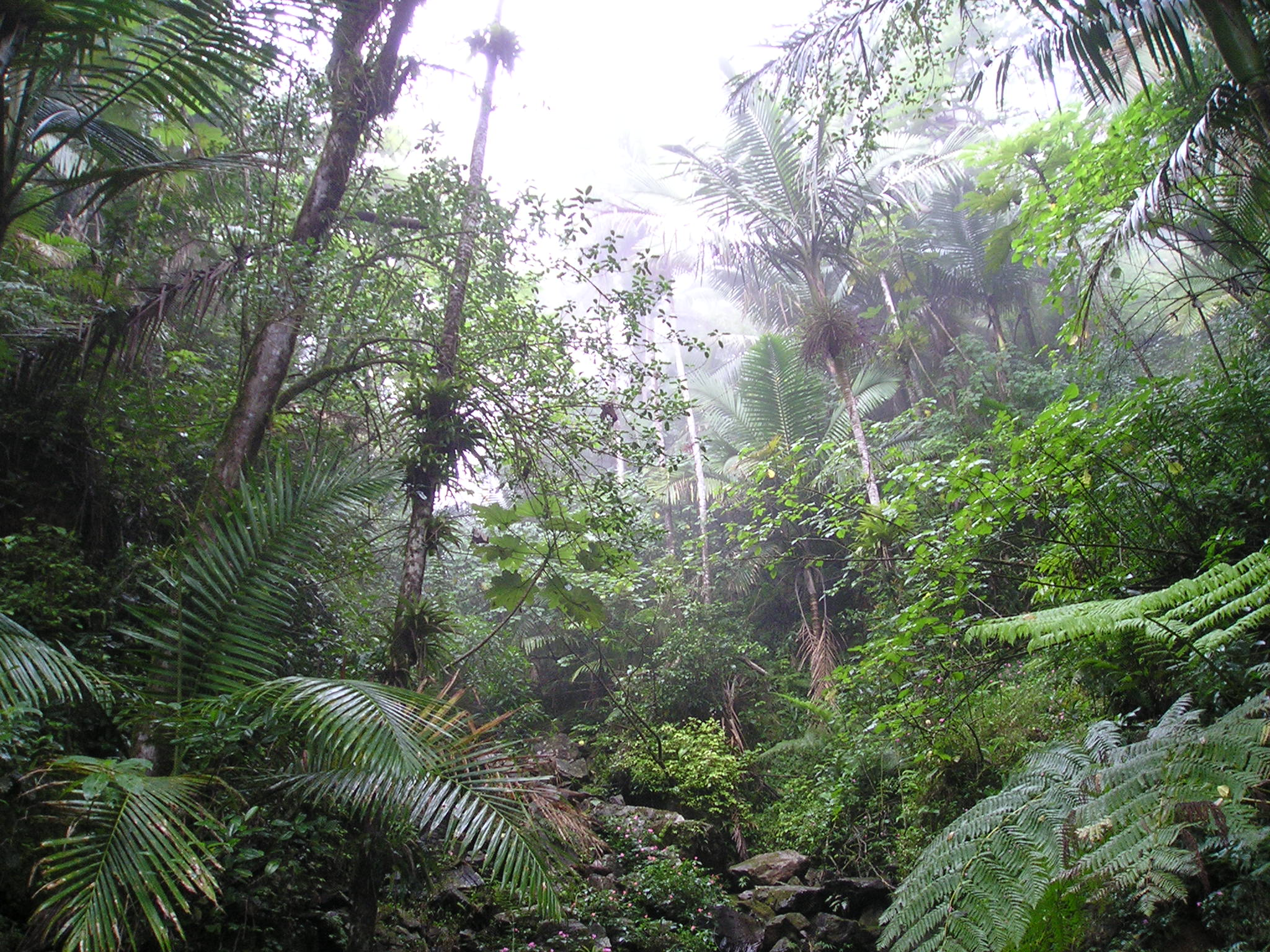
プエルトリコにあるエルユンケ国有林の熱帯雨林

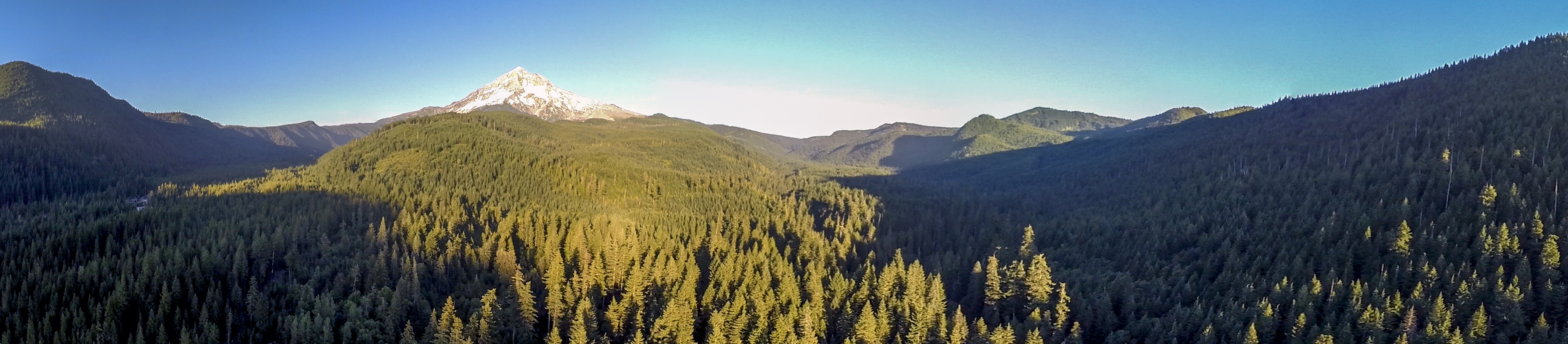
オレゴン州フッド山国有林

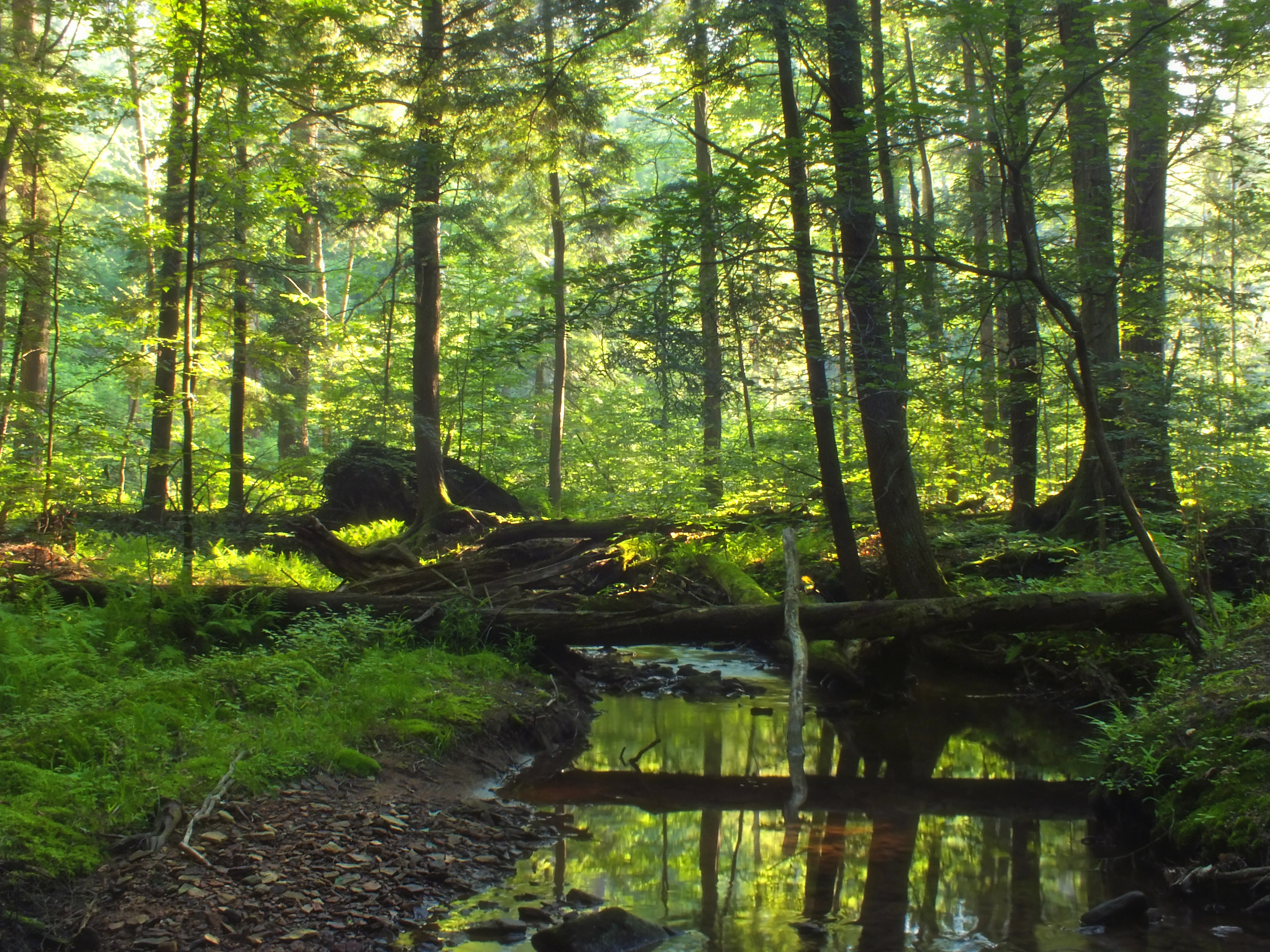
ペンシルベニア州アルゲニー国有林

アメリカ合衆国国有林（アメリカがっしゅうこく こくゆうりん、英語: United States National Forest）は、アメリカ合衆国における連邦政府の管轄する自然保護地区の一種。国有林はその大部分が森林であり、農務省の傘下にある林野庁によって管理されている。

## 歴史
国有林制度はベンジャミン・ハリソン政権時、1891年の土地利用法（Land Revision Act）によって制定された。サンガブリエル山脈の乱開発で被害を受けたロサンゼルス地域の実業家や地主の主張によって実現したもの。アボット・キニーやセオドア・ルーケンズが当時の中心人物だった。

## 地理
アメリカ合衆国には現在、155の国有林で1億9000万エーカー（769 000 km²）の土地を占めている。これは合衆国の面積全体の8.5%に当たり、テキサス州の面積とほぼ同等である。国有林の約87%はミシシッピ川以西のアメリカ西部にあり、全体の国有林全体の12%がアラスカ州にある。
林野庁は国有林と併せて、国有草原（National Grassland）と国立保養地（National Recreation Area）を管理している。
国有林には大きく分けて2種類が存在する。 
- 中西部や東部に存在する大平原以東の国有林はもともと1891年に連邦政府が購入したもので、二次林が多い。これらの土地は植民期に長期間、私有地であったり継続的に伐採されたりしていた場所を、連邦政府が国有林設立のために買い上げたもの。
- 西部の大平原以西の国有林は、1891年以降に設立したものであっても、主に西部開拓時代より連邦政府が所有しているもので、公用地内の私有地を除くと長期間公用地として維持され、または私有林との交換もしくは寄付によって確保したもの。